# Borandukht
Borandukht, (còn được phát âm là Boran, Poran, và Purandokht, tiếng Ba Tư: بوراندخت), là con gái của vua Sassanid Khosrau II (từ năm 590-628). Bà là một trong hai người phụ nữ ngồi trên ngai vàng của đế chế Sassanid (người kia là em gái của bà và cũng là người kế vị Azarmidokht). Bà là nữ hoàng Sassanid đầu tiên của Ba Tư, trị vì từ 17 Tháng sáu năm 629-16 tháng 6 năm 630, và sau đó là vào giai đoạn 631-632 sau một lần soán ngôi ngắn ngủi.
Nhà thơ Ba Tư Ferdowsi đã nhắc đến Burandokht trong thiên sử thi của mình, Shahnameh. Bà đã thề rằng sẽ phục hồi sự tôn thờ và uy tín của cha mình, người đã đưa lãnh thổ của đế chế Sassanid vươn tới cực đại.

## Gia đình và thời niên thiếu
Borandukht là con gái của vua Khosrau II. Người cha của bà được cho là đã có một shabestan với hơn 3.000 phi tần, chúng ta không biết liệu rằng một trong những phi tần đó là mẹ của bà hoặc có thể mẹ của bà là người vợ được Khosrau sủng ái nhất, Shirin. Borandukht cũng có nhiều anh chị em ruột cùng cha khác mẹ có tên là Mardanshah, Juvansher, Farrukhzad Khosrau V, Kavadh II, Shahriyar, và Azarmidokht. Năm 628, cha của bà bị lật đổ bởi các nhà quý tộc Sassanid vốn ủng hộ người anh trai Kavadh II của bà, ông ta sau đó đã ra lệnh hành quyết tất cả các người anh em của mình, ngoại trừ Juvansher và Farrukhzad Khosrau V, những người đã cố gắng để trốn thoát. Vài tháng sau, Kavadh qua đời vì bệnh dịch, và ông ta đã được kế vị bởi người con trai mới 7 tuổi của mình Ardashir III, vị vua trẻ này sớm bị viên tướng Shahrbaraz sát hại một năm sau đó, rồi chiếm luôn ngai vàng Sassanid cho bản thân ông ta.

## Thời kì cai trị đầu tiên
Bốn mươi ngày sau, Shahrbaraz đã bị ám sát bởi phe của nhà quý tộc Ispahbudhan Farrukh Hormizd, còn được biết đến như là phe Pahlav (Parthia). Chỉ một thời gian ngắn sau đó, Borandukht đã được phe Farrukh tuyên bố là nữ hoàng ở Ctesiphon. Bản thân Borandukht lại có cùng huyết thống với gia tộc Ispahbudhan thông qua bà ngoại của bà. Bà ngay lập tức bổ nhiệm Farrukh Hormizd là tể tướng của Đế quốc. Borandukht sau đó đã cố gắng để mang lại sự ổn định cho đế quốc Sassanid bằng việc thực thi công lý, xây dựng lại cơ sở hạ tầng, giảm thuế, và ban hành tiền đúc. Tuy nhiên, sau một thời gian bà bị lật đổ vào năm 630, và Shapur-i Shahrvaraz, con trai của Shahrbaraz với một người em gái của Khosrau II, đã được tôn lên làm vua của đế quốc Sassanid. Dẫu vậy, ông ta đã không được phe của viên tướng Piruz Khosrow chấp nhận, thế lực này còn được biết đến với tên gọi là phe Parsig (Ba Tư). Do đó Shapur-i Shahrvaraz đã bị lật đổ bởi Azarmidokht, em gái của Borandukht.
Nhằm thiết lập một liên minh với phe Parsig, và để đoạt lấy quyền lực, Farrukh Hormizd đã cầu hôn với Azarmidokht. Không dám từ chối, Azarmidokht đã sát hại ông ta với sự trợ giúp từ thành viên gia tộc Mihran Siyavakhsh, người cháu trai của Bahram Chobin, một spahbed nổi tiếng và sau này trở thành Shahanshah trong một thời gian ngắn sau đó. Tuy nhiên, chẳng được bao lâu sau, bà ta đã bị sát hại bởi người con trai thứ hai của Hormizd, Rostam Farrokhzad, hiện là thủ lĩnh mới của phe Pahlav.

## Giai đoạn trị vì thứ hai
Sau khi Azarmidokht bị Rostam Farrokhzad sát hại, Borandukht đã được khôi phục lại ngôi báu. Borandukht đã nhanh chóng tiến hành một cuộc họp với cả phe Pahlav và Parsig, tại đây cả hai phe đã đồng ý hợp tác cùng nhau. Tuy nhiên, sau một năm trị vì, bà cuối cùng đã bị Piruz Khosrow bóp cổ tới chết, do đó kết thúc liên minh Parsig-Pahlav và nối lại sự thù địch giữa hai phe. Nhưng cũng chỉ một thời gian ngắn sau, Rostam và Piruz dưới áp lực từ những người ở cả hai phe đã phải đồng ý hợp tác cùng nhau một lần nữa, và tôn Yazdegerd III, cháu nội của Khosrau II, lên làm vị vua mới của đế quốc.